# Даюань

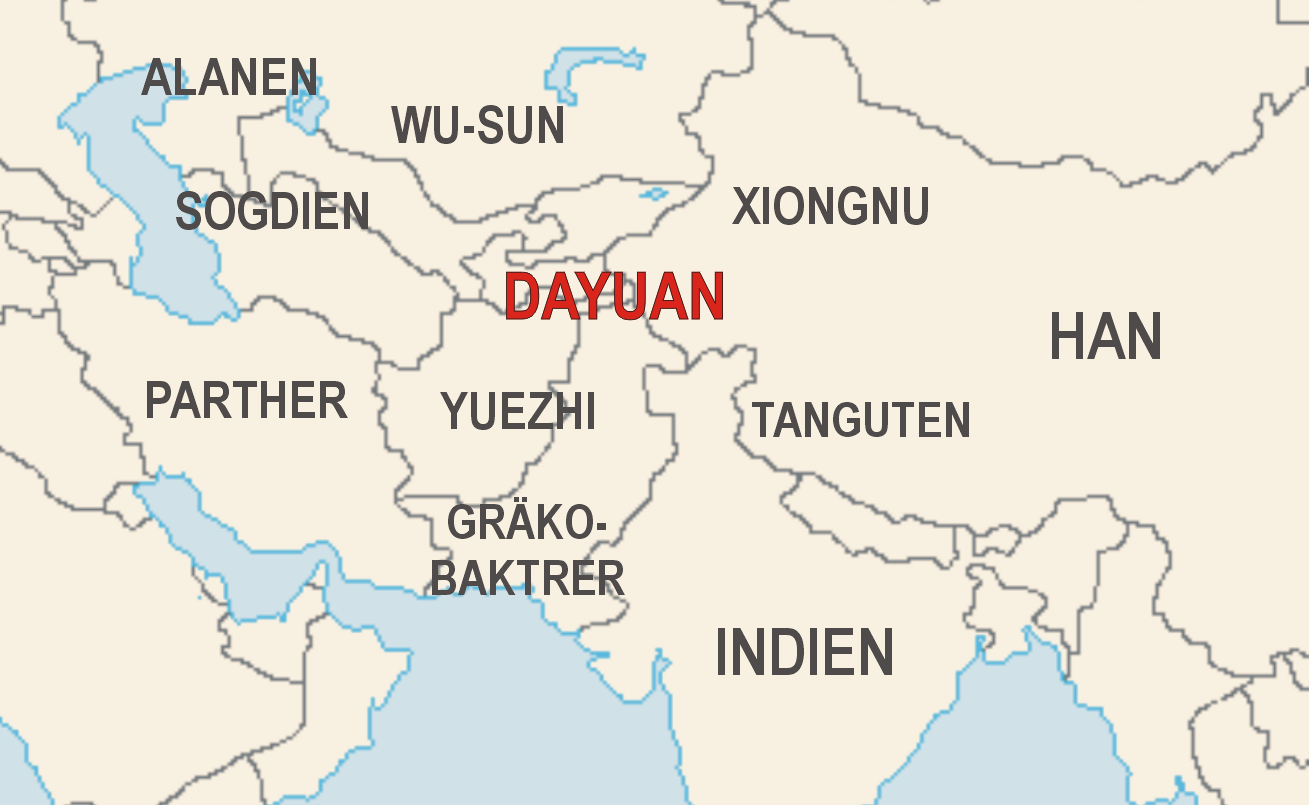

Даюа́нь (кит.: 大宛; піньїнь: Dàyuān; літ.: 'велика Юань') — давньокитайська назва центрально-азійської держави у Ферганській долині. 
Розташовувалася у верхів'ях річки Сирдар'я, на Північному Шовковому шляху. Існувала наприкінці 4 — 1 століттях до Р.Х. й належала до  елліністичних держав. Навіть припускають, що назва Даюань походить від грецької народу іонійців. Втім в уйгурів вона називається Даван («Велика річкова долина»).
Основним населенням були іраномовні племена (саки і согдійці). Столицею було місто Ерші (біля сучасного міста Мархамат). 
Вони торгували вином та ферганськими кіньми, що вважалися в Китаї неперевершеними скакунами. У 104 — 102 роках до Р.Х. китайський імператор Лю Че з династії Хань намагався підкорити Даюань, бажаючи заволодіти цінними кіньми. Союзником була держава Кангюй. На початку нашої ери згадки про Даюань зникають, але туж саму державу чиновники держави Північна Вей називають Полуона,а перських записах значиться як Паркана. Напевне була знищена державою Юебань у 2-й пол. II ст. На частині колишньої Даюань утворилася іхшидство Бохань